# 勒弗雷讷 (马恩省)
勒弗雷讷（法語：Le Fresne，法語發音：[lə fʁɛn]）是法国马恩省的一个市镇，属于香槟沙隆区。

## 地理
勒弗雷讷（48°54'40"N, 4°38'32"E）面积17.71 平方千米，位于法国大東部大區马恩省，该省份为法国东北部内陆省份，北起阿登省，西北接埃纳省，西南接塞纳-马恩省，南至奥布省，东南接上马恩省，东临默兹省。
与勒弗雷讷接壤的市镇（或旧市镇、城区）包括：比西勒勒波、库佩维尔、穆瓦夫尔、普瓦、瓦诺勒沙泰勒。

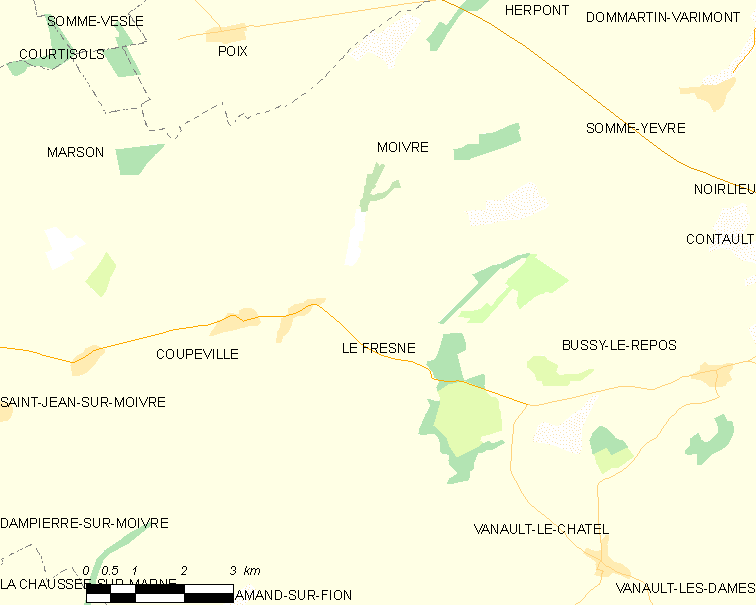
的OSM定位图

勒弗雷讷的时区为UTC+01:00、UTC+02:00（夏令时）。

## 行政
勒弗雷讷的邮政编码为51240，INSEE市镇编码为51260。

## 政治
勒弗雷讷所属的省级选区为香槟沙隆第三县。

## 人口

1962-2008年间人口变化图示

勒弗雷讷于2022年1月1日时的人口数量为75人。